# The Beloved
The Beloved (La amante) es una película dramática británica de 1970, dirigida y escrita por George P. Cosmatos, y protagonizada por Raquel Welch. Rodada en Chipre, también se la conoce con los títulos Restless y Sin. 

## Argumento
Yanni vuelve a su tierra en una isla de Grecia, después de varios años en Londres. Yanni conoce a Elena que es la mujer de un amigo, con la que tendrá un apasionado romance, pero el adulterio desembocará en violencia y crimen.

## Principales personajes
| Actor/actriz    | Rol            |
| --------------- | -------------- |
| Raquel Welch    | Elena          |
| Richard Johnson | Orestes        |
| Jack Hawkins    | Padre Nicholas |
| Flora Robson    | Antigone       |
| Renato Romano   | Yanni          |